# Atlantide (The Trip)
Atlantide è un concept album dal suono rock progressivo dei The Trip pubblicato nel 1972. È il primo album della band con la formazione a tre, Joe Vescovi (piano elettrico ed organo hammond, voce), Arvid Andersen (voce e basso) e Furio Chirico (batteria).

## Ispirazione e contenuto
Dopo Caronte, considerato il loro album più rappresentativo, i Trip si sono allontanati dal progressive blues rock, caratterizzato dalla chitarra di Billy Gray, che non è presente nell'album. Infatti la formazione a tre, un po' richiama quella degli Emerson, Lake & Palmer. Il sound, più severo e lineare, è totalmente imperniato sulle tastiere di Joe Vescovi, che è anche l'autore degli arrangiamenti. Inevitabilmente il sound che caratterizza l'album, oltre agli ELP, ricorda i King Crimson ed in parte i Gentle Giant, tuttavia il risultato finale ha l'inconfondibile sapore dei Trip con la loro peculiare identità musicale.
I testi sono in inglese, mentre titoli e sottotitoli in italiano.
Il concept album prende spunto dal mito del continente scomparso.

## Tracce
lato A
1. Atlantide (Indietro nel tempo - Mare - Alba sul continente) - 5:25 Joe Vescovi
2. Evoluzione (Presenze di vita - Civiltà modello) - 3:10 Joe Vescovi - Arvid Andersen
3. Leader (Il popolo crede nel capo - Promesse di una vita migliore con il dominio di Energia) - 2:44 Joe Vescovi - Arvid Andersen
4. Energia (Energia è nelle mani del capo - La follia del Leader esplode - Gli uomini saranno schiavi) - 3:25 Joe Vescovi

lato B
1. Ora X («Io dominerò per tutta l'eternità» - Energia irrompe - Il popolo, ma anche il suo Leader, viene disintegrato) - 2:55 Joe Vescovi - Arvid Andersen
2. Analisi (Crolla l'illusione di comandare la natura - Energia distrugge l'uomo che male l'ha usata) - 4:07 Joe Vescovi - Arvid Andersen
3. Distruzione (Anarchia - Cataclisma) - 8:15 Joe Vescovi
4. Il vuoto (Scompare il continente - La natura ha vinto) - 0:49 Joe Vescovi

## Formazione
- Joe Vescovi - piano elettrico ed organo hammond, voce
- Arvid Andersen - basso, voce
- Furio Chirico - batteria

Copertina dello Studio Up & Down - Disegni di A. Mancini e G. Impiglia. Art director: Francesco Logoluso, Foto: Ezio Vitale